# Mons Maraldi
Pour les articles homonymes, voir Maraldi.

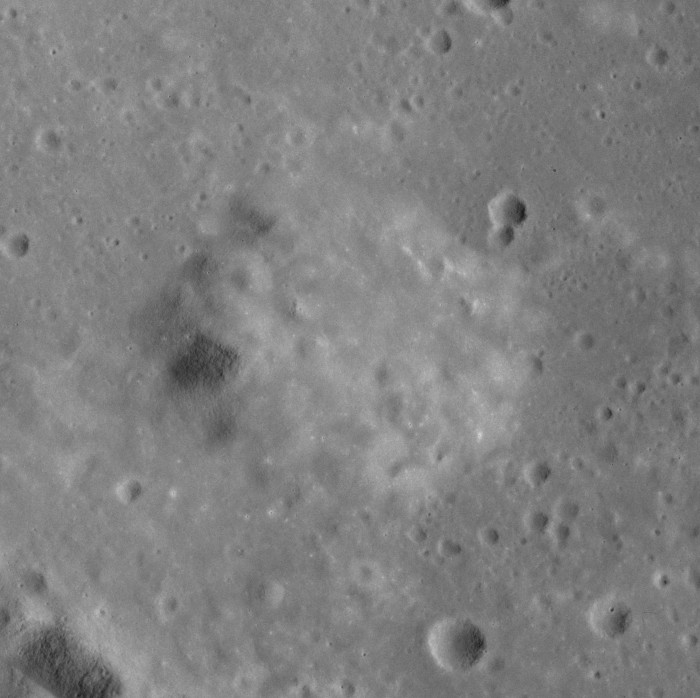
Mons Maraldi.

Mons Maraldi (20, 35) est un massif montagneux de la face visible de la Lune, nommé d'après le cratère Maraldi. Il est situé à une trentaine de kilomètres au nord-est de ce cratère sur la bordure nord-ouest de Sinus Amoris.